# Лобанов, Борис Семёнович
Борис Семёнович Лобанов (31 июля 1942, Москва — 13 марта 2015, там же) — российский учёный, специалист в области специальной радиотехники. Генеральный директор ЦНИРТИ (2005—2015). Лауреат Премии Правительства Российской Федерации (1999).

## Биография
После окончания Московского авиационного института им. С. Орджоникидзе (1967) работал инженером в ЦНИИ автоматики и гидравлики, в Центральной высотной гидрометеорологической обсерватории, во ВНИИ оптико-физических измерений.
В 1975—1991 гг. — ведущий инженер, заместитель главного конструктора системы ЦНИИ «Комета».
В 1991—1998 гг. — директор филиала ЦНИИ «Комета», в 1998—2005 гг. — первый заместитель генерального директора ЦНИИ «Комета». С 2005 г. — генеральный директор, с 2010 г. — генеральный директор, генеральный конструктор ФГУП «Центральный научно-исследовательский радиотехнический институт имени академика А. И. Берга» (ЦНИРТИ).
Доктор технических наук, профессор.
Похоронен в Москве, на Троекуровском кладбище, участок 25а.

## Награды и звания
Лауреат Премии Правительства Российской Федерации (1999).
Награждён медалью «За трудовое отличие» (1977), Грамотой Правительства Российской Федерации (2007).